# 日本交易所集團
日本交易所集團（日語：株式会社日本取引所グループ，縮寫：JPX），是日本的證券交易所，一家控股公司，全資擁有東京證券交易所、大阪交易所、東京證券交易所自主規制法人和日本證券結算機構4家附屬公司。2013年1月1日由日本主要兩家證券交易所（東京證券交易所、大阪證券交易所）合併而成立。主要業務是擁有及經營日本的股票交易所與期貨交易所，以及其有關的結算所。現任社長兼CEO為清田瞭。
日本交易所的市值排名世界第五，次於美國紐約泛歐證交所、纳斯达克、上海证券交易所和香港交易所。

## 主要事業・子会社
証券取引所（金融現物取引所）
- 東京証券取引所
市場第一部、市場第二部、Mothers、JASDAQ、TOKYO PRO Market、TOKYO PRO-BOND Market、日本国債（現物）

金融デリバティブ取引所
- 大阪取引所
国内株価指数先物・期权（日経225先物・オプション、TOPIX先物・期权等）、有価証券期权、海外株価指数先物、国債先物・期权、OSE-FX（大証FX）[2]

商品取引所
- 東京商品取引所
商品現物取引、商品衍生金融资产（先物・期权）取引

自主規制
- 日本取引所自主規制法人

清算
- 日本証券清算機構
- 日本商品清算機構[5]

## 外部連結
日本交易所集團
- 官方网站 （英文）
- 官方网站 （日語）

東京證券交易所
- 官方网站 （英文）
- 官方网站 （日語）

大阪交易所
- 官方网站 （英文）
- 官方网站 （日語）